# Jnane Bouih
Jnane Bouih (en àrab اجنان بويه, Ijnān Bwīh; en amazic ⵊⵏⴰⵏ ⴱⵯⵉⵀ) és una comuna rural de la província de Youssoufia, a la regió de Marràqueix-Safi, al Marroc. Segons el cens de 2014 tenia una població total de 19.706 persones.